# 聖女貞德 (搖滾樂團)
聖女貞德(Janne Da Arc)（ジャンヌダルク）是日本的視覺系搖滾樂團，所屬唱片公司為愛貝克思。主要成員除shuji、you出身為神戶市以外，皆出身於大阪府枚方市。略稱為Janne（ジャンヌ）；另外也有用頭字語JDA的表示方式。
官方歌迷俱樂部為「〜」。2007年に活動休止。2019年4月1日解散。

## 成員
- yasu（本名：林保德（林 保徳），1975年1月27日 - ）
  - 團長，主唱。
- you（本名：津田豐（津田 豊），1974年7月24日 - ）
  - 吉他手。
- ka-yu（本名：松本和之（松本 和之），1975年1月21日 - ）
  - 貝斯手。
- kiyo（本名：非公開，1974年6月27日 - ）
  - 鍵盤手。
- shuji（本名：末松秀二（末松 秀二），1974年11月21日 - ）
  - 鼓手。

## 外部連結
- Janne Da Arc 官方網站 （页面存档备份，存于）
- Janne Da Arc 在 Avex 的官方網站 （页面存档备份，存于）